# Kapitan (żegluga)

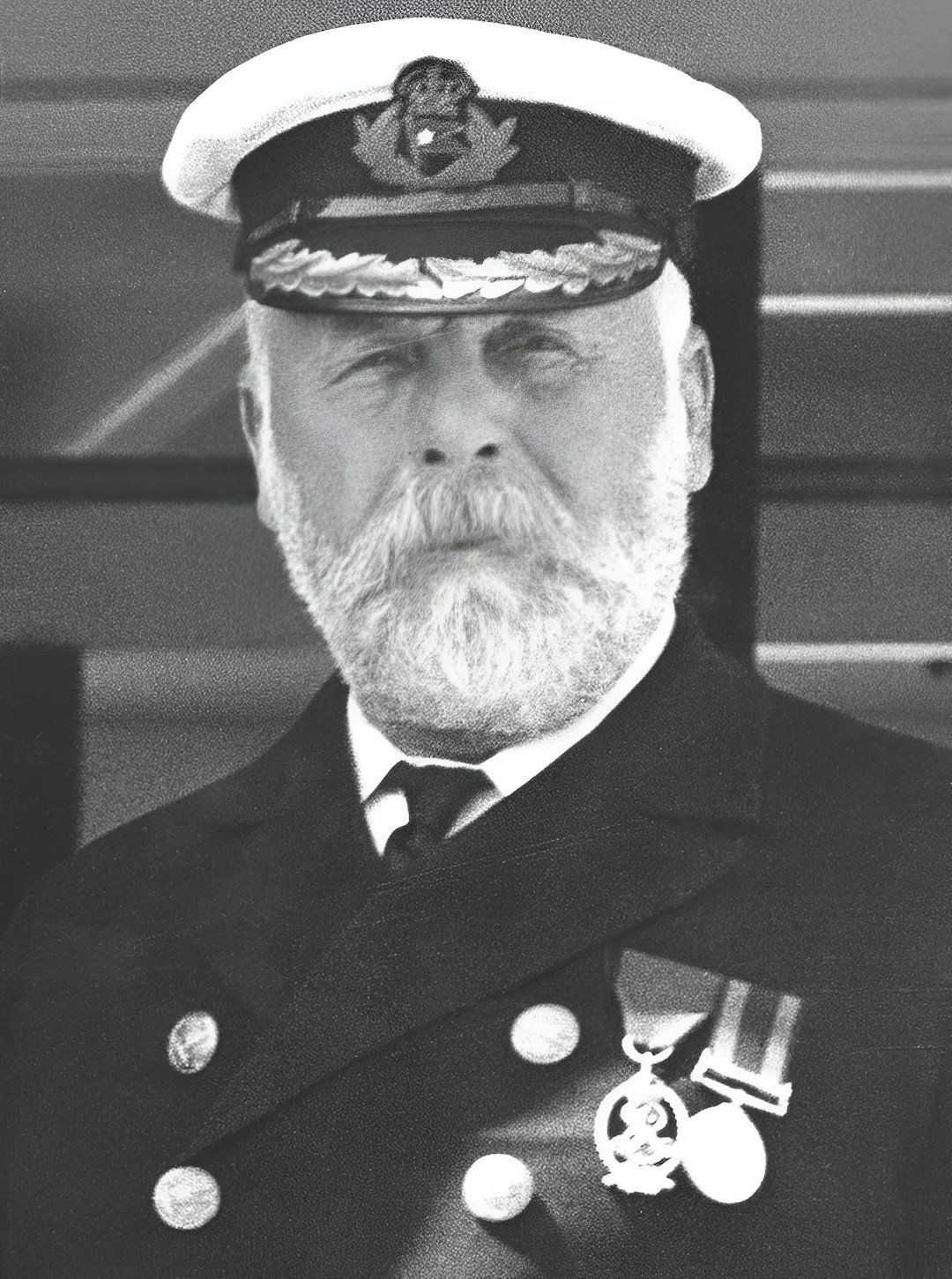
Edward Smith, kapitan między innymi Titanica na pokładzie którego zginął 15 kwietnia 1912 r. nie opuszczając tonącej jednostki.

Kapitan – oficer statku wodnego pełniący na nim funkcję kierownika (dowódcy) jako przełożony całej załogi. Kapitan w każdej chwili rejsu jest odpowiedzialny za bezpieczeństwo załogi i stan techniczny jednostki, którą prowadzi. Jego zastępcą jest starszy oficer.

## Obowiązki
Do obowiązków kapitana należą:
- prowadzenie jednostki przy wchodzeniu i wychodzeniu z portów, kanałów, rzek itp.;
- w morzu nie może opuszczać jednostki;
- pełne zarządzanie załogą w warunkach kryzysowych;
- w niebezpieczeństwie (Kapitan schodzi zawsze ostatni) ratuje, jeśli to możliwe: dziennik, mapy, kosztowności itp.

## Kapitan w Kodeksie morskim
Kodeks morski definiuje funkcję kapitana jako:
- Kapitan sprawuje kierownictwo statku i wykonuje inne funkcje określone przepisami.
- Wszystkie osoby znajdujące się na statku obowiązane są podporządkować się zarządzeniom kapitana wydanym w celu zapewnienia bezpieczeństwa i porządku na statku.
- Kapitan statku jest z mocy prawa przedstawicielem armatora i zainteresowanych ładunkiem w zakresie zwykłych spraw związanych z wykonywaniem żeglugi oraz zwykłym zarządem statkiem i ładunkiem. W tych granicach kapitan może w imieniu armatora i zainteresowanych ładunkiem dokonywać poza portem macierzystym czynności prawnych oraz zastępować ich przed sądem.
- Kapitan statku może zgłosić armatorowi sprzeciw odnośnie do składu i kwalifikacji zawodowych osób wpisywanych na listę załóg.

### Obowiązki kapitana w Kodeksie morskim
Do obowiązków kapitana należą według Kodeksu morskiego należy:
- Kapitan obowiązany jest przed rozpoczęciem i w czasie podróży dołożyć należytej staranności, aby statek był zdatny do żeglugi, a w szczególności aby odpowiadał wymaganiom wynikającym z przepisów i zasad dobrej praktyki morskiej co do bezpieczeństwa, obsadzenia właściwą załogą, należytego wyposażenia i zaopatrzenia.
- Kapitanowi nie wolno opuszczać statku, który znajduje się na morzu, z wyłączeniem postoju na redzie albo kotwicowisku, lub któremu zagraża jakiekolwiek niebezpieczeństwo, chyba że wymaga tego bezwzględna konieczność.
- Kapitan obowiązany jest osobiście prowadzić statek przy wchodzeniu do portów, kanałów i rzek, wychodzeniu z nich oraz w obrębie portów, jak również w każdym przypadku nasuwającym szczególne trudności lub niebezpieczeństwa.
- Kapitan obowiązany jest korzystać z usług pilota lub holownika, gdy wymagają tego przepisy lub bezpieczeństwo statku. Kapitan może również korzystać z tych usług, gdy uzna to za wskazane; korzystanie z usług pilota nie zwalnia kapitana od obowiązku wymienionego w punkcie wyżej.
- Kapitan jest obowiązany nieść wszelką pomoc ludziom znajdującym się na morzu w niebezpieczeństwie, jeżeli udzielenie tej pomocy nie naraża na poważne niebezpieczeństwo jego statku i osób znajdujących się na nim.
- Kapitan jest obowiązany przedsięwziąć wszystkie środki dla uchronienia statku oraz znajdujących się na nim osób i ładunku przed szkodą.
- Jeżeli statkowi grozi zagłada, kapitan obowiązany jest w pierwszej kolejności zastosować wszelkie dostępne mu środki dla ocalenia pasażerów, a następnie załogi. Kapitan opuszcza statek jako ostatni, czuwając nad ocaleniem, jeżeli jest to możliwe, dzienników, dokumentów, map, kosztowności i kasy statku.
- Kapitan obowiązany jest dołożyć należytej staranności, aby ładunek był należycie załadowany i zabezpieczony oraz wyładowany, chociażby czynności te powierzono osobom trudniącym się zawodowo takimi czynnościami. Również w czasie podróży kapitan obowiązany jest dołożyć należytej staranności, aby ładunek nie uległ uszkodzeniu lub utracie.
- W razie zagrożenia wojennego lub blokady portu przeznaczenia kapitan obowiązany jest zawinąć do najbliższego bezpiecznego portu – o ile to możliwe, do portu państwa zaprzyjaźnionego – i przedsięwziąć wszelkie środki potrzebne do uchronienia statku oraz znajdujących się na nim osób, mienia i dokumentów przed zawładnięciem przez nieprzyjaciela lub przed innym niebezpieczeństwem wojennym.
- Jeżeli statek, osoba na nim przebywająca lub ładunek uległy wypadkowi powodującemu znaczną szkodę albo istnieje prawdopodobieństwo, że szkoda taka nastąpiła, kapitan obowiązany jest w ciągu dwudziestu czterech godzin od chwili przybycia statku do pierwszego portu albo w ciągu dwudziestu czterech godzin od wypadku, który nastąpił w porcie, zgłosić protest morski [...]. Kapitan podejmuje czynności niezbędne dla ustalenia okoliczności wypadku i zabezpieczenia dowodów w trybie przewidzianym prawem miejscowym.
- Kapitan obowiązany jest:
  - okazywać banderę statku jednostkom pływającym Marynarki Wojennej i Straży Granicznej,
  - podnosić banderę przy wprowadzaniu statku do portu.

### Uprawnienia kapitana według Kodeksu morskiego
Uprawnienia kapitana (skrót z Kodeksu morskiego):
- Kapitan statku znajdującego się w niebezpieczeństwie, po porozumieniu się ze statkami, które odpowiedziały na jego wezwanie o pomoc, ma prawo zażądać, aby wskazany przez niego statek lub statki udzieliły mu pomocy.
- Kapitan może w czasie podróży zatrzymać w osobnym pomieszczeniu osobę, której zachowanie się na statku zagraża bezpieczeństwu statku, ludzi lub mienia. Zatrzymanie może trwać najdłużej do czasu przybycia statku do najbliższego portu polskiego albo do portu państwa, którego obywatelem jest osoba zatrzymana.
- Kapitan statku będącego poza portem macierzystym uprawniony jest do zaciągania w imieniu armatora pożyczek oraz dokonywania w jego imieniu czynności na kredyt w celu naprawy statku, uzupełnienia załogi, zaopatrzenia statku lub kontynuowania podróży.
- W granicach uprawnień określonych wyżej kapitan może nawet sprzedać zbędne przynależności statku lub zbędną część żywności. Może też stanowić na ładunku zastaw, a nawet sprzedać część ładunku.
- Jeżeli na statku znajdującym się w podróży wyczerpały się zapasy żywności, kapitan ma prawo zarządzić – w celu równomiernego rozdziału – rekwizycję znajdującego się na statku ładunku, który nadaje się do spożycia. Wartość zarekwirowanego ładunku obowiązany jest zwrócić armator.

### Publiczno – prawne funkcje kapitana wg Kodeksu morskiego
Publiczno – prawne funkcje kapitana (skrót z Kodeksu morskiego):
- O każdym przypadku urodzenia lub śmierci na statku w czasie podróży kapitan sporządza wzmiankę w dzienniku okrętowym oraz protokół, a w przypadku śmierci ponadto zabezpiecza mienie (testament) pozostałe po zmarłym.
- W przypadku popełnienia na statku przestępstwa kapitan obowiązany jest sporządzić szczegółowe zawiadomienie o popełnieniu przestępstwa, przedsięwziąć odpowiednie środki dla zapobieżenia uchyleniu się osoby podejrzanej o popełnienie przestępstwa od odpowiedzialności karnej, zabezpieczyć dowody i stosownie do okoliczności przekazać osobę podejrzaną o popełnienie przestępstwa wraz z zawiadomieniem o przestępstwie właściwemu organowi w pierwszym porcie polskim, do którego statek zawinął, lub polskiej jednostce pływającej Marynarki Wojennej, Straży Granicznej lub Policji.